# Wisconsin Rapids
Wisconsin Rapids är en stad och administrativ huvudort i Wood County i Wisconsin i USA. Vid 2010 års folkräkning hade Wisconsin Rapids 18 367 invånare. Wisconsin Rapids har tidigare hetat Grand Rapids och Centralia.

## Kända personer från Wisconsin Rapids
- Bonnie Bartlett, skådespelare
- Grim Natwick, animatör och regissör